# トーマス・ガン

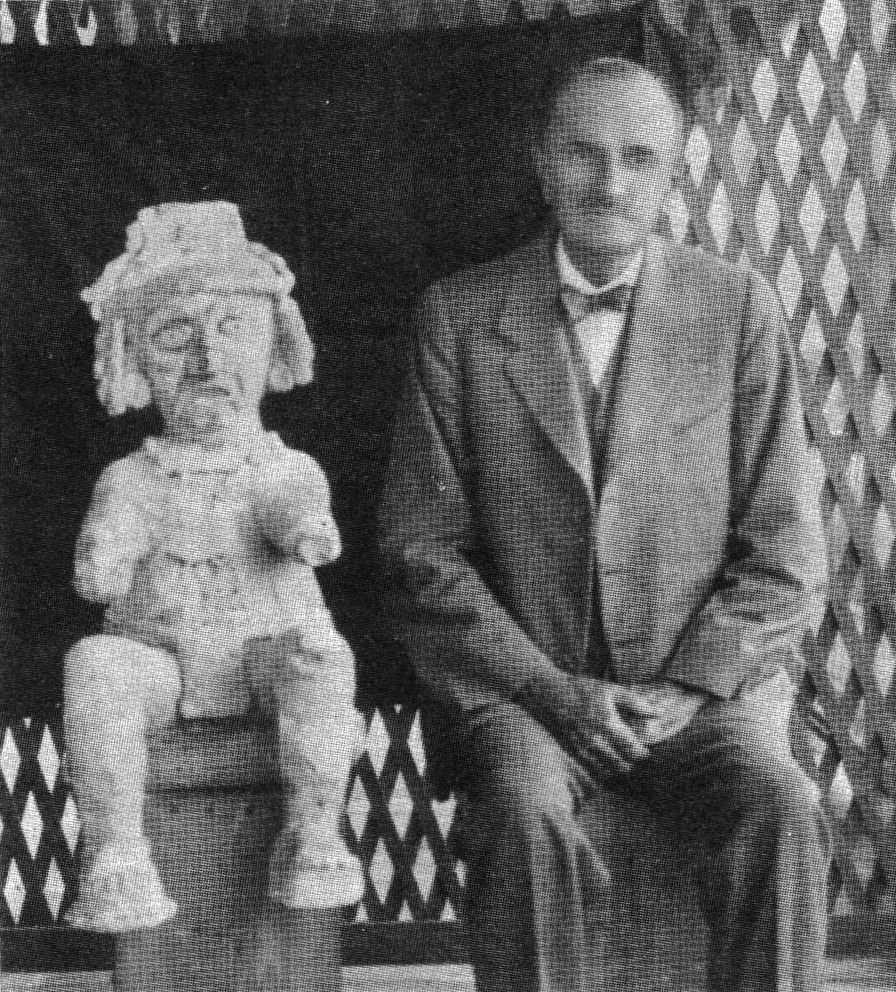
1920年代、トゥルムで発見された像ともに

トーマス・ウィリアム・フランシス・ガン（Thomas William Francis Gann、1867年5月13日 - 1938年2月24日）は、アイルランド生まれのアマチュア考古学者。本職は医者だが、古代マヤ文明の遺跡の発掘で知られる。今のベリーズの地にあるマヤ遺跡を調査した最初の人物だったが、その発掘方法には批判が強い。

## 生涯
ガンはアイルランドのメイヨー県Murrisk Abbeyで生まれ、イングランドのケント州ウィスタブルで育った。医学を修め、グアテマラの地震の被害者を救うために1892年にイギリス領ホンジュラス（今のベリーズ）に渡った。そこで外科医兼カヨ郡長官として働き、1894年には北のコロザル郡に移った。カヨ、コロザルともに多くのマヤ遺跡があり、ガンは仕事の余暇を利用して発掘を行った。最初の論文はシュナントゥニッチに関するもので1895年に発表された。
ガンはサンタ・リタ（チェトゥマル遺跡） (Santa Rita, Corozal) の墳丘を発掘し、彩色壁画を発見した。この発見は1900年に報告された。ただし途中まで写したところで壁画を現地のマヤ人に壊されてしまったため、報告は不十分に終わっている。ほかの重要な遺跡にはルバーントゥン（1904年）やノームル（1936年、1938年）がある。隣接するメキシコのキンタナ・ロー州でもコバー（1926年）、イチパートゥン (de:Ichpaatun) （1926年）、ツィバンチェ（1927年）の発掘を行った。
古代マヤのみならず、当時の生きたマヤ人たちの雨乞いの儀式についても記している。
ガンは大英博物館によるイギリス領ホンジュラス探検のアドバイザーでもあった（ガンは1928年の予備調査を行ったが、1929年の探検には参加しなかった）。
ガンは当時の代表的なマヤ研究者であるシルヴェイナス・モーリーやジョン・エリック・シドニー・トンプソンと交友関係を持った。
1923年に退職した。1930年、60歳を越えてから結婚したが、子はなかった。1938年にロンドンで没した。
ガンは王立地理学会のフェローだった。
1908年にリヴァプール大学考古学研究所の中央アメリカ考古学特別講師の名誉職を得た。研究所はガンの発掘を支援し、ガンは発見品をリヴァプール大学に贈ったが、第一次世界大戦がはじまるとリヴァプール大学との関係は疎遠になった。
ガンのコレクションは大英博物館、ニューオーリンズの中央アメリカ研究所(MARI)、ニューヨークの国立アメリカ・インディアン博物館ジョージ・グスターヴ・ハイ・センターにある。リヴァプール大学のコレクションは後にリヴァプール博物館の所蔵品になったが、第二次世界大戦の爆撃の被害を受けた。

## 評価
ジョン・エリック・シドニー・トンプソンによれば、ガンは考古学のアマチュアであり、また当時の考古学は歴史を再現することよりも珍しい遺物を集めることに主眼があったために、現在から見るとその調査には不足が多く、必要な事柄が記録されていない。デイビッド・ペンダーガストはガンの調査について、遺跡を保護するよりもむしろ破壊したと批判している。ただしトンプソンは、ガンが発掘を行っていなかったら遺跡は盗掘されたりブルドーザーで破壊されていた可能性が高かっただろうとしている。

## 主要な著作
ガンは40ほどの研究論文・著書を著している。また1920年代には毎年のように一般向けの書物を出版している。
- “Exploration of two mounds in British Honduras”. Proceedings of the Society of Antiquaries of London, Second Series 15:  430-434. (1895). doi:10.1017/S0950797300014931.（最初の報告）
- “On the Contents of Some Ancient Mounds in Central America”. Proceedings of the Society of Antiquaries of London, Second Series 16:  308-317. (1897). doi:10.1017/S095079730000487X.
- “Mounds in Northern Honduras”. Nineteenth Annual Report of the Bureau of American Ethnology. Smithsonian Institution. (1900). pp. 655-692（サンタ・リタの古墳について）
- The Maya Indians of Southern Yucatan and Northern British Honduras. Bureau of American Ethnology Bulletin. 64. Washington: Smithsonian Institution. (1918)（マヤ遺跡研究に関する主著）
- In An Unknown Land. New York: Charles Scribner's Sons. (1924)
- Mystery Cities: Exploration and Adventure in Lubaantun. New York: Charles Scribner's Sons. (1925)
- Ancient Cities and Modern Tribes: Exploration and Adventure in Maya Lands. London: Duckworth. (1926)
- Discoveries and Adventures in Central America. London: Duckworth. (1928)
- Maya Cities: A Record of Exploration and Adventure in Middle America. New York: Charles Scribner's Sons. (1928)
- The History of the Maya: from the Earliest Times to the Present Day. New York: Charles Scribner's Sons. (1931)
- Glories of Maya. New York: Charles Scribner's Sons. (1939)（没後に出版）